# SpongeBob Schwammkopf: Eine schwammtastische Rettung
SpongeBob Schwammkopf: Eine schwammtastische Rettung (Originaltitel The SpongeBob Movie: Sponge on the Run) ist ein US-amerikanischer Abenteuerfilm, basierend auf der Zeichentrickserie SpongeBob Schwammkopf. Der Film ist nach Der SpongeBob Schwammkopf Film und SpongeBob Schwammkopf 3D, die dritte Kinoproduktion zur Serie. Am 14. August 2020 erschien der Film in den kanadischen Kinos. Die deutsche Veröffentlichung folgte am 5. November auf Netflix. In den USA war er ab 4. März 2021 mit dem Start des Streamingdienstes Paramount+ verfügbar.
Das Spin-Off Rettet Bikini Bottom: Der Sandy Cheeks Film ist im August 2024 auf Netflix erschienen. Ein vierter Film wurde für 2025 angekündigt.

## Handlung
SpongeBob und Patrick gehen auf eine Rettungsaktion um SpongeBobs Hausschnecke Gary zu retten. Gary wurde von Plankton „geschnecknappt“ und nach Atlantic City gebracht, wo König Poseidon den Schneckenschleim für seine Hautpflege benutzt. Während der Rettungsaktion blicken SpongeBob und seine Freunde auf ihr erstes Zusammentreffen zurück. Begleitet werden sie dabei von einem magischen Steppenläufer der sich selbst „der Weise“ nennt.

## Produktion und Veröffentlichung
Im Februar 2015 wurde bekanntgegeben, dass es eine sehr gute Chance für einen dritten Spongebob-Film gibt. Am 30. April 2015 gab die Firma Paramount Pictures bekannt, dass sie an einem neuen Film zur Serie arbeitet. Der Film sollte ursprünglich 2019 in den Kinos erscheinen, jedoch wurde dieser Termin auf 2020 verschoben. Am 22. Januar 2019 wurde bekanntgegeben, dass die Dreharbeiten zum Film offiziell starteten.
SpongeBob Schwammkopf: Eine schwammtastische Rettung sollte eigentlich ab dem 9. Februar 2019 in den Kinos starten, dieser Termin wurde auf den 2. August 2019 verschoben. Später wurde das Veröffentlichungsdatum auf den 30. Juli 2020 verschoben. Dieser Termin wurde weitere vier Mal geändert, zunächst auf dem 17. Juli 2020, dann auf den 22. Mai 2020, auf den 31. Juli 2020 und schlussendlich auf den 7. August 2020. Im Juni 2020 wurde aufgrund der COVID-19-Pandemie die internationale Veröffentlichung in den Kinos abgesagt. Der Film wurde für den US-Streaminganbieter CBS All Access angekündigt und erschien dort schließlich mit der Umbenennung in Paramount+ am 4. März 2021.
Seine Premiere hatte der Film am 14. August in den kanadischen Kinos und spielte dort 3,6 Millionen US-Dollar ein. In den restlichen Ländern, unter anderem auch Deutschland, erschien SpongeBob Schwammkopf: Eine schwammtastische Rettung am 5. November 2020 auf Netflix. Der Film stand am Wochenende seiner Veröffentlichung auf Platz 1 der Netflix-Charts.

## Besetzung und Synchronisation
Die deutschsprachige Synchronisation entstand nach einem Dialogbuch von Manuel Straube und Björn Schalla und unter der Dialogregie von Schalla durch die SDI Media Germany in Berlin.
| Figur                        | Originalsprecher   | Deutscher Sprecher        |
| ---------------------------- | ------------------ | ------------------------- |
| SpongeBob Schwammkopf        | Tom Kenny          | Santiago Ziesmer          |
| Gary, die Schnecke           | Tom Kenny          |                           |
| Patrick Star                 | Bill Fagerbakke    | Fritz Rott                |
| Thaddäus Tentakel            | Rodger Bumpass     | Joachim Kaps              |
| Mr. Krabs                    | Clancy Brown       | Jürgen Kluckert           |
| Plankton                     | Mr. Lawrence       | Sebastian Christoph Jacob |
| Karen                        | Jill Talley        | Susanne Geier             |
| Sandy Cheeks                 | Carolyn Lawrence   | Cathlen Gawlich           |
| Mrs. Puff                    | Mary Jo Catlett    |                           |
| König Poseidon               | Matt Berry         | Fahri Yardım              |
| Otto, der Roboter            | Awkwafina          | Maria Hönig               |
| Der Kanzler                  | Reggie Watts       | Dominik Porschen          |
| Junger SpongeBob Schwammkopf | Antonio Raul Corbo | Kian Weichert             |
| Junger Patrick Star          | Jack Gore          | Manik Gaschina            |
| Junge Sandy Cheeks           | Presley Williams   | Xara Eich                 |
| Junger Thaddäus Tentakel     | Jason Maybaum      | Moritz Schirdewahn        |

| Figur             | Darsteller   | Deutscher Sprecher |
| ----------------- | ------------ | ------------------ |
| Der Steppenläufer | Keanu Reeves | Benjamin Völz      |
| Der Saloon-Rapper | Snoop Dogg   | Tommy Morgenstern  |
| El Diablo         | Danny Trejo  | Thomas Rauscher    |

## Spin-off-Serien
Kamp Koral: SpongeBob‘s Under Years ist ein Spin-off zur Originalserie, basierend auf den Rückblicken des dritten Kinofilmes. In der Serie lernt man den zehnjährigen SpongeBob in einem Sommercamp kennen und wie er seine Freunde kennenlernte.
Die Serie sollte im Juli 2020 auf Nickelodeon starten, jedoch wurde dieser Termin abgesagt. Die Serie soll stattdessen Anfang 2021 auf Paramount+ erscheinen.
Nach dem Start von Kamp Koral: SpongeBobs Kinderjahre am 4. März beim US-Streamingdienst Paramount+ wurde bekannt, dass Nickelodeon an einem weiteren Spin-Off von SpongeBob Schwammkopf arbeitet. In The Patrick Star Show soll Patrick Star (im Original erneut gesprochen von Bill Fagerbakke) im Zentrum stehen.
Schon am 9. Juli 2021 soll das neue Format in den USA zu sehen sein. Die deutschsprachige Erstausstrahlung fand am 27. Mai 2022 auf Nick Austria, Nick Schweiz statt.